# Jono (Temayang)
Jono is een bestuurslaag in het regentschap Bojonegoro van de provincie Oost-Java, Indonesië. Jono telt 4789 inwoners (volkstelling 2010).